# Harakiri (film 1919)
Harakiri – niemiecki dramat filmowy z 1919 roku w reżyserii Fritza Langa.

## Zdjęcia
Zdjęcia realizowane były na terenie Niemiec - w Hamburgu i Berlinie.

## Obsada
- Lil Dagover